# Варданян, Аршак Варданович
Арша́к Варда́нович Варданя́н (род. 26 апреля 1954, Ереван, Армения) — советский и российский хирург, доктор медицинских наук, профессор кафедры хирургии Российской медицинской академии непрерывного профессионального образования (ФГБОУ ДПО РМАНПО) Минздрава России в Москве.

## Биография. Профессиональное становление
А.В.Варданян родился в 1954 году в Армянской ССР (ныне Армения) в городе Ереван. С детства жил в атмосфере влияния медицины и мечтал быть врачом. Отец работал в практическом здравоохранении врачом акушер – гинекологом, а далее посвятил свою научную деятельность в НИИ физиологии им. Академика Л.А.Орбели изучению влияния малых доз ионизирующей радиации.
Мать работала врачом терапевтом в практическом здравоохранении.
Высшее медицинское образование Аршак Варданович получил в Ереванском медицинском институте имени Мхитара Гераци, который окончил в 1981 году, а интернатуру по хирургии на базе больницы скорой медицинской помощи города Еревана в 1982 году. Во время учёбы работал на станции скорой медицинской помощи.
В 1983 году переехал на постоянное место жительства в город Москву, где за время аспирантуры на базе института сердечно-сосудистой хирургии имени А.Н. Бакулева выполнил и защитил кандидатскую диссертацию по теме: «Клиника, диагностика и показания к хирургическому лечению синдрома компрессии сосудисто-нервного пучка на выходе из грудной клетки».
Руководитель - профессор Алексей Александрович Спиридонов,  один из ведущих сосудистых хирургов нашей страны, заслуженный деятель науки РФ, лауреат премии им. В.И. Бураковского, заведующий отделом хирургии сосудов и ангиологии (1983–2004 гг.), заместитель директора по науке Института коронарной и сосудистой хирургии НЦССХ им. А.Н. Бакулева РАМН (1996–2004 гг.).
Трудовая деятельность А.В. Варданяна в Москве была начата в 1983г. с должности старшего лаборанта 1-й кафедры хирургии Центрального Ордена Ленина института усовершенствования врачей (ЦОЛИУВ) - в настоящее время кафедра хирургии Российской медицинской академии непрерывного профессионального образования (ФГБОУ ДПО РМАНПО) Минздрава России. Ректор РМАНПО - академик РАН, профессор Д.А.Сычев. Заведующий кафедрой хирургии - академик РАН, профессор А.В.Шабунин, президент Российского общества хирургов. В настоящее время А.В. Варданян занимает должность профессора кафедры хирургии Российской медицинской академии непрерывного профессионального образования (ФГБОУ ДПО РМАНПО) Минздрава России и является заведующим ее учебной частью.
А.В. Варданян совмещал работу на кафедре с практической деятельностью врача-хирурга ГКБ имени С.П.Боткина города Москвы, а в 2008 году с использованием клинического материала Боткинской больницы защитил докторскую диссертацию по теме «Прогнозирование и профилактика венозных тромбоэмболических осложнений». Работа содержала фундаментальные исследования по изучению молекулярных механизмов выраженных генетических компонентов риска развития тромбозов, ДНК- ассоциированных тромбофилий, была проведена в группе анализа и коррекции генома (руководитель д.м.н., профессор Л.И. Патрушев) ФГБУ науки ИБХ РАН - институт биоорганической химии им. академиков М. М. Шемякина и Ю. А. Овчинникова Российской академии наук.
С 1992 года ассистент, с 1998 доцент, а с 2012 года профессор кафедры хирургии ФГБОУ ДПО РМАНПО Минздрава России.

### Семья
Все члены семьи А.В. Варданяна профессионально связаны с медициной
- Отец - Варданян Вардан Аршакович (1920 г.р.), врач, кандидат биологических наук, советский физиолог, радиобиолог, работал в НИИ физиологии им. Академика Л.А. Орбели гор. Еревана, Армения.
- Мать - Миракян Седа Михайловна (1924 г.р.), работала врачом-терапевтом.
- Супруга - Галина, в настоящее время не работает.
  - дочь - Анна, врач акушер-гинеколог.
  - дочь - Виктория, врач акушер-гинеколог.
  - сын - Владимир, врач.
- Родственник по отцовской линии - известный Советский физиолог Х.С.Коштоянц

## Награды
- 2022 год - Отличник здравоохранения России
- 2016 год - Ветеран труда
- 2020 год - Грамота-благодарность комитета по охране здоровья Государственной Думы Федерального Собрания Российской Федерации за высокий профессионализм, добросовестный труд и большой вклад в развитие отечественного здравоохранения.
- 2024 год - Заслуженный работник высшей школы Российской Федерации[2]
- 2024 год - Благодарность Главы Российского Императорского дома Е.И.В. Великой Княгини Марии Владимировны "За примерное служение Отечеству, верность долгу, милосердие и значительный личный вклад в развитие медицины и здравоохранения"
- 2024 год - Орден Святой Анны 2-й степени, возведен в достоинство кавалера Императорского ордена Святой Анны

## Исследовательская деятельность, публикации и участие в международных конференциях
Научно-исследовательская работа А.В. Варданяна охватывает проблемы общей хирургии и флебологии.
Основные труды Аршака Вардановича посвящены проблеме предотвращения венозных тромбоэмболических осложнений, лечению онкоассоциированных тромбозов. Результаты научных исследований доложены на отечественных и международных конгрессах.
А.В. Варданян является автором и соавтором более 110 печатных работ, опубликованных в отечественных и зарубежных источниках, в том числе методических рекомендаций, 2-х патентов на изобретение, рацпредложения, практических рекомендаций по профилактике и лечению тромбоэмболических осложнений у онкологических больных RUSSCO (2021, 2022, 2023г.), Злокачественные опухоли: Практические рекомендации RUSSCO, Рекомендации Российских экспертов "Профилактика, диагностика и лечение тромбоза глубоких вен".
Многократный участник конгресса Forum of AntithrombotiC Therapy (FACT bridge), лидер направления "Онкология" (Oncology team)
Модератор и спикер Российского форума по тромбозу и гемостазу
Индекс Хирша (РИНЦ) - 8
Соавтор руководства "Интерпретация коагулограммы при нарушениях свертывания крови"

## Общественная деятельность
- Член Российского общества хирургов
- Председатель независимого этического комитета РМАНПО(ссылка на приказ)
- Член научной проблемной комиссии РМАНПО
- Заведующий учебной частью кафедры хирургии РМАНПО(см. Профессорско-преподавательский состав)
- Член редакционной коллегии журнала Пациентоориентированная медицина и фармация[14]